# روز مردگان (فیلم ۱۹۸۵)
روز مردگان (به انگلیسی: Day of the Dead) فیلمی ۱۰۰ دقیقه‌ای به کارگردانی جرج رومرو با بازی لوری کاردیل محصول کشور ایالات متحده آمریکا است.